# Sinagoga-museo Sant'Anna
La sinagoga Grande, costruita nel XIII secolo (successivamente trasformata in chiesa di Sant'Anna) ospita la sezione ebraica del Museo diocesano dell'Arcidiocesi di Trani-Barletta-Bisceglie.

## La sinagoga Grande
La sinagoga di Scola Grande sorge su quella che era la strada principale dell'antico quartiere ebraico tranese. Fu edificata nel 1246-47, nel periodo di massimo splendore della comunità giudaica che, già intorno al 1160, contava ben 200 fuochi, così come ci riportava sul suo diario il ricco mercante Benjamin da Tudela, giunto qui a Trani durante un suo lungo viaggio. Nel quartiere dove gli ebrei si erano insediati, infatti, si contavano ben quattro sinagoghe, due delle quali risultavano già distrutte nel 1700. La sinagoga di Scola Grande è con la sinagoga Scolanova uno dei due edifici sopravvissuti.

## Restauro
Il progetto di restauro, ideato già nel 1992, è terminato nel dicembre 2009 con l'apertura del museo. 
Gli accurati lavori di restauro sono stati rivolti al recupero dell'antica struttura sinagogale, riportando alla luce il livello del piano di calpestio originario, alcune cisterne e una base di seduta in pietra, senza oscurare, tuttavia, gli elementi aggiunti durante il periodo successivo.
Della struttura originaria della sinagoga si conservano ancora i muri perimetrali, un'epigrafe ritrovata all'interno, che riporta come anno di fondazione il 5007 dalla creazione del mondo, la pregevolissima cupola intradossata nel tamburo ottagonale (ricordata nella suddetta epigrafe come: "alta e maestosa") e, in facciata, sopra la porta secondaria, un piccolo timpano a cuspide, probabile coronamento dell'Aròn ha-kodesh che poteva trovarsi all'interno. Sono stati conservati, infatti, un antico altare ligneo settecentesco, l'abside medievale della chiesa, le decorazioni seicentesche e, all'esterno, il campanile. I lavori hanno recuperato dunque la stratigrafia del tempio, all'interno del quale trovano oggi adeguata sistemazione i reperti della storia ebraica cittadina dei secoli XIII-XV. La sinagoga-museo Sant'Anna è l'unico museo di storia ebraica presente in tutto il meridione d'Italia.

## Esposizione

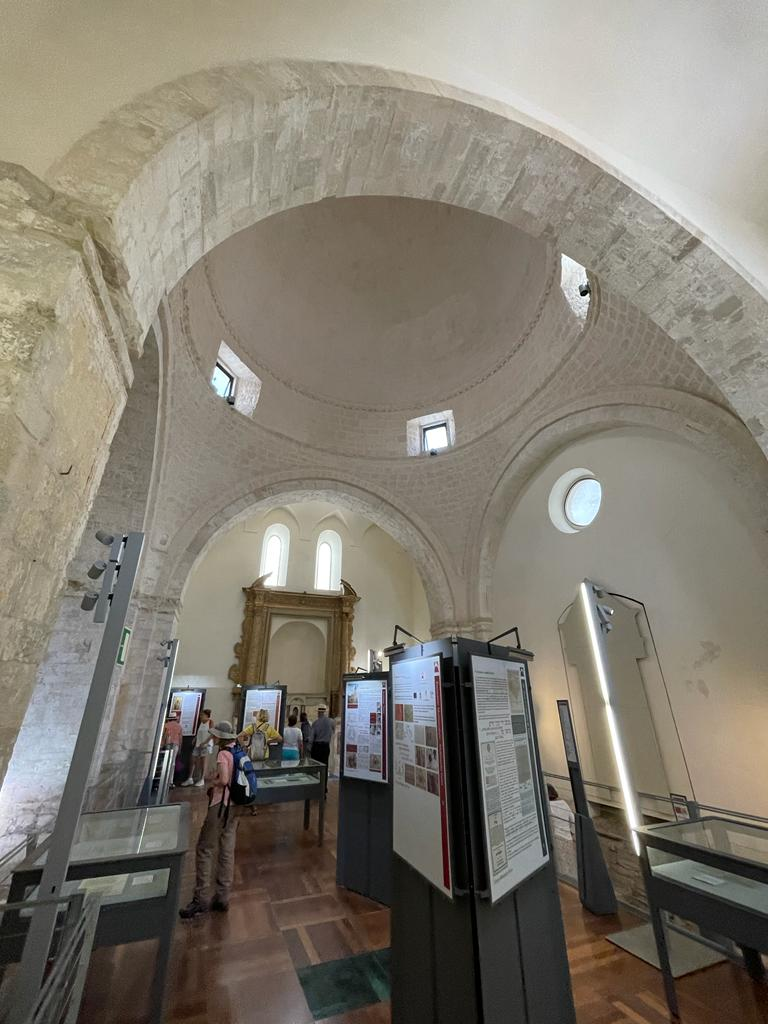
Interno della sinagoga-museo

All'interno della struttura hanno trovato collocazione alcuni reperti della storia ebraica cittadina.
Nella cripta sono custoditi alcuni cippi tombali provenienti dai cimiteri della comunità ebraica della città.  Nella zona superiore, invece, oltre ai pannelli didattici esplicativi della storia della presenza ebraica a Trani e nel Mezzogiorno fino al XIII-XV secolo e della storia di questa sinagoga-chiesa, si conservano copie di documenti e due reperti di eccezionale valore storico: un'antica Mezuzah risalente al XII - XIII sec. e frammenti pergamenacei di un'antica Bibbia in ebraico del XIV secolo.